# Élections générales britanniques de 2019 au pays de Galles
Des élections générales britanniques ont eu lieu le 12 décembre 2019 pour élire la 58e législature du Parlement du Royaume-Uni.

## Sondages
| Date             | Institut          | Trav.  | Con.   | PC     | LibDem | UKIP  | Green | Change UK | Brexit | Autres |
| ---------------- | ----------------- | ------ | ------ | ------ | ------ | ----- | ----- | --------- | ------ | ------ |
| Date             | Institut          |        |        |        |        |       |       |           |        |        |
| 12.12.2019       | Résultats en 2019 | 40,9 % | 36,1 % | 9,9 %  | 6,0 %  | -     | 0,3 % | 1,0 %     | 5,4 %  | 0,6 %  |
| 04.12-10.12.2019 | YouGov            | 43 %   | 34 %   | 10 %   | 5 %    | -     | 1 %   | -         | 6 %    | 1 %    |
| 06.12-09.12.2019 | YouGov            | 40 %   | 37 %   | 10 %   | 6 %    | -     | 1 %   | -         | 5 %    | 1 %    |
| 22.11-25.11.2019 | YouGov            | 38 %   | 32 %   | 11 %   | 9 %    | -     | 1 %   | -         | 8 %    | 1 %    |
| 31.10-04.11.2019 | YouGov            | 29 %   | 28 %   | 12 %   | 12 %   | 0 %   | 3 %   | 0 %       | 15 %   | 1 %    |
| 10.10-14.10.2019 | YouGov            | 25 %   | 29 %   | 12 %   | 16 %   | 0 %   | 4 %   | 0 %       | 14 %   | 1 %    |
| 23.07-28.07.2019 | YouGov            | 22 %   | 24 %   | 15 %   | 16 %   | -     | 3 %   | -         | 18 %   | 1 %    |
| 16.05-20.05.2019 | YouGov            | 25 %   | 17 %   | 13 %   | 12 %   | 1 %   | 5 %   | 2 %       | 23 %   | 2 %    |
| 02.04-05.04.2019 | YouGov            | 33 %   | 26 %   | 15 %   | 7 %    | 3 %   | 2 %   | 9 %       | 4 %    | 1 %    |
| 07.02-23.02.2019 | ICM               | 42 %   | 33 %   | 13 %   | 6 %    | 3 %   | 1 %   | -         | -      | 2 %    |
| 19.02-22.02.2019 | YouGov            | 35 %   | 29 %   | 14 %   | 8 %    | 6 %   | 3 %   | -         | -      | 4 %    |
| 07.12-14.12.2018 | Sky Data          | 45 %   | 32 %   | 14 %   | 3 %    | 4 %   | 2 %   | -         | -      | 1 %    |
| 04.12-07.12.2018 | YouGov            | 43 %   | 31 %   | 13 %   | 6 %    | 3 %   | 3 %   | -         | -      | 1 %    |
| 30.10-02.11.2018 | YouGov            | 42 %   | 33 %   | 10 %   | 7 %    | 4 %   | 2 %   | -         | -      | 1 %    |
| 20.10-02.11.2018 | Survation         | 47 %   | 30 %   | 13 %   | 6 %    | 3 %   | 2 %   | -         | -      | 0 %    |
| 28.06-02.07.2018 | YouGov            | 44 %   | 31 %   | 13 %   | 5 %    | 3 %   | 2 %   | -         | -      | 1 %    |
| 12.03-15.03.2018 | YouGov            | 46 %   | 33 %   | 11 %   | 4 %    | 4 %   | 2 %   | -         | -      | 1 %    |
| 08.02-25.02.2018 | ICM               | 49 %   | 32 %   | 11 %   | 5 %    | 2 %   | 1 %   | -         | -      | 0 %    |
| 21.11-24.11.2017 | YouGov            | 47 %   | 31 %   | 11 %   | 5 %    | 3 %   | 2 %   | -         | -      | 1 %    |
| 04.09-07.09.2017 | YouGov            | 50 %   | 32 %   | 8 %    | 4 %    | 3 %   | 1 %   | -         | -      | 1 %    |
| 08.06.2017       | Résultats en 2017 | 48,9 % | 33,6 % | 10,4 % | 4,5 %  | 2,0 % | 0,3 % | -         | -      | 0,2 %  |

## Résultats
| Parti                    | Parti                    | Votes     | %    | +/- | Sièges | +/-           |  |
| ------------------------ | ------------------------ | --------- | ---- | --- | ------ | ------------- |  |
|                          | Parti travailliste       | 632 035   | 40,9 | 8   | 22     | 6             |  |
|                          | Parti conservateur       | 557 234   | 36,1 | 2,5 | 14     | 6             |  |
|                          | Plaid Cymru              | 153 265   | 9,9  | 0,5 | 4      | en stagnation |  |
|                          | Libéraux-démocrates      | 92 171    | 6,0  | 1,5 | 0      | en stagnation |  |
|                          | Parti du Brexit          | 83 908    | 5,4  | Nv. | 0      | en stagnation |  |
|                          | Parti vert               | 15 828    | 1,0  | 0,7 | 0      | en stagnation |  |
|                          | Autres                   | 9 916     | 0,6  | -   | 0      | -             |  |
|                          |                          |           |      |     |        |               |  |
| Votes valides            | Votes valides            | 1 544 357 |      |     |        |               |  |
| Votes blancs et nuls     |                          |           |      |     |        |               |  |
| Total                    | Total                    |           | 100  | -   | 40     | en stagnation |  |
| Abstentions              |                          |           |      |     |        |               |  |
| Inscrits / participation | Inscrits / participation | 2 318 507 | 66,6 |     |        |               |  |

## Députés élus
| Circonscription                         | Député sortant | Député sortant      | Député élu          | Député élu          |
| --------------------------------------- | -------------- | ------------------- | ------------------- | ------------------- |
| Aberavon                                |                | Stephen Kinnock     | Stephen Kinnock     | Stephen Kinnock     |
| Aberconwy                               |                | Guto Bebb           |                     | Robin Millar        |
| Alyn and Deeside                        |                | Mark Tami           | Mark Tami           | Mark Tami           |
| Arfon                                   |                | Hywel Williams      | Hywel Williams      | Hywel Williams      |
| Blaenau Gwent                           |                | Nick Smith          | Nick Smith          | Nick Smith          |
| Brecon and Radnorshire                  |                | Jane Dodds          |                     | Fay Jones           |
| Bridgend                                |                | Madeleine Moon      |                     | Jamie Wallis        |
| Caerphilly                              |                | Wayne David         | Wayne David         | Wayne David         |
| Cardiff Central                         |                | Jo Stevens          | Jo Stevens          | Jo Stevens          |
| Cardiff North                           |                | Anna McMorrin       | Anna McMorrin       | Anna McMorrin       |
| Cardiff South and Penarth               |                | Stephen Doughty     | Stephen Doughty     | Stephen Doughty     |
| Cardiff West                            |                | Kevin Brennan       | Kevin Brennan       | Kevin Brennan       |
| Carmarthen East and Dinefwr             |                | Jonathan Edwards    | Jonathan Edwards    | Jonathan Edwards    |
| Carmarthen West and South Pembrokeshire |                | Simon Hart          | Simon Hart          | Simon Hart          |
| Ceredigion                              |                | Ben Lake            | Ben Lake            | Ben Lake            |
| Clwyd South                             |                | Susan Jones         |                     | Simon Baynes        |
| Clwyd West                              |                | David Jones         | David Jones         | David Jones         |
| Cynon Valley                            |                | Ann Clwyd           |                     | Beth Winter         |
| Delyn                                   |                | David Hanson        |                     | Rob Roberts         |
| Dwyfor Meirionnydd                      |                | Liz Saville-Roberts | Liz Saville-Roberts | Liz Saville-Roberts |
| Gower                                   |                | Tonia Antoniazzi    | Tonia Antoniazzi    | Tonia Antoniazzi    |
| Islwyn                                  |                | Chris Evans         | Chris Evans         | Chris Evans         |
| Llanelli                                |                | Nia Griffith        | Nia Griffith        | Nia Griffith        |
| Merthyr Tydfil and Rhymney              |                | Gerald Jones        | Gerald Jones        | Gerald Jones        |
| Monmouth                                |                | David Davies        | David Davies        | David Davies        |
| Montgomeryshire                         |                | Glyn Davies         |                     | Craig Williams      |
| Neath                                   |                | Christina Rees      | Christina Rees      | Christina Rees      |
| Newport East                            |                | Jessica Morden      | Jessica Morden      | Jessica Morden      |
| Newport West                            |                | Ruth Jones          | Ruth Jones          | Ruth Jones          |
| Ogmore                                  |                | Chris Elmore        | Chris Elmore        | Chris Elmore        |
| Pontypridd                              |                | Owen Smith          |                     | Alex Davies-Jones   |
| Preseli Pembrokeshire                   |                | Stephen Crabb       | Stephen Crabb       | Stephen Crabb       |
| Rhondda                                 |                | Chris Bryant        | Chris Bryant        | Chris Bryant        |
| Swansea East                            |                | Carolyn Harris      | Carolyn Harris      | Carolyn Harris      |
| Swansea West                            |                | Geraint Davies      | Geraint Davies      | Geraint Davies      |
| Torfaen                                 |                | Nick Thomas-Symonds | Nick Thomas-Symonds | Nick Thomas-Symonds |
| Vale of Clwyd                           |                | Chris Ruane         |                     | James Davies        |
| Vale of Glamorgan                       |                | Alun Cairns         | Alun Cairns         | Alun Cairns         |
| Wrexham                                 |                | Ian Lucas           |                     | Sarah Atherton      |
| Ynys Môn                                |                | Albert Owen         |                     | Virginia Crosbie    |